# Hannelore Houdijk
Hannelore Houdijk (1975) is een Nederlands kunstschilder en beeldend kunstenaar die bekend staat om haar stillevens onder water. 

## Opleiding en werk
Ze is afgestudeerd aan de kunstacademie in Breda en deed daarna een masteropleiding aan de Dutch Art Institute in Enschede. Na haar afstuderen ontving ze een startstipendium en exposeert sindsdien in binnen- en buitenland.
Houdijk is bekend om de door haar ontwikkelde schilderstijl ‘optisch schilderen’, waarbij haar werk van dichtbij abstract is en vanaf een afstand realistisch.

## Prijzen en onderscheidingen
- 2023 – Nominatie Kunstenaar van het jaar 2024[1]
- 2022 – Nominatie Kunstenaar van het jaar 2023[1]
- 2022 – Winnaar Publieks- en juryprijs Nationale Kunstdagen 2021[4]
- 2022 – Winnaar Ondernemer van het jaar, gemeente Wijdemeren[5]
- 2020 – Winnaar Schilderij van het jaar 2019 (800 deelnemers)[6][7]
- 2020 – 2e prijs Publieksprijs Annual Dutch Art Fair[8]

## Exposities (selectie)[9]
- 2023 – Solo-expositie Waterliniemuseum - Bunnik[10][3]
- 2023 - Luxembourg Art Fair - Luxemburg
- 2022 – De Kamergalerie - Preporche – Frankrijk
- 2022 – First Art Fair - Amsterdam
- 2021 – Solo-expositie Museum Sypesteyn - Porselein onder water – Loosdrecht[11]
- 2021 - Affordable Art Fair - Amsterdam
- 2020 – Galerie Arts et Culture – Fanjeaux - Frankrijk
- 2006 – National Art Gallery - Visual connection - Sofia - Bulgarije
- 2003 – Solo-expositie Galerie Blik -  Suikerzucht - Rotterdam
- 2001 – Museum ’25 May’ - Real Presence - Belgrado - Yugoslavie
- 2001 – Chinese European Art Center - She - Xiamen - China
- 2000 – Galerie Villa Weiner - To DAI For - Ochtrup - Duitsland
- 1999 – Solo-expositie Galerie S.K.C. -  Interakjica - Belgrado - Yugoslavie

- Gemeinsame Normdatei: 1203212658
- Virtual International Authority File: 9158003639401880157